# Родригес, Рикардо (рестлер)
Хесус Родригес (исп. Jesús Rodríguez, род. 17 февраля 1986 года) — мексикано-американский профессиональный рестлер, валет и ринг-анонсер, выступающий в WWE под именем Рикардо Родригес. В начале карьеры в WWE являлся персональным конферансье и валетом Альберто Дель Рио, а также выступал в WWE как боец в маске под именем Эль Локал.

## Профессиональная карьера

### Ранняя карьера
Прежде чем Родригес стал выступать на независимых аренах Калифорнии, он боролся с другими профессиональными рестлерами на BBW Beyond Backyard Wrestling. Ранее Родригес боролся на независимых аренах под маской борца Химеры. Его первый профессиональный дебют состоялся 11 августа 2006 года на UEW 1-м ежегодном Кубке турнира Западного побережья. В филиалах Pro Wrestling Химера был побеждён Чарльзом Меркури в первом раунде матча за PWA Light Heavyweight Championship. После этого он объединился с Джейсоном Уоттсом, чтобы выиграть на NWPW у Аэриал Старс и Рика Эллиса титул командных чемпионов, но одержать победу у них не получилось.  Выиграть им удалось лишь 4 октября 2008. Пара проиграет чемпионаты в матче гандикап 2 на 1 против Райана Стоуна. 2 августа 2009 года Химера был одним из трех в трехстороннем матче с Питером Авалоном и Крисом Кадиллаком. На шоу «Чикара» Химера принял участие в VII кубке Young Lions, но был ликвидирован командой «День КС». В Dragon Gate USA Химера участвовал в матче Dragon Gate Fray, но проиграл Брэду Аллену (26 марта 2010 года). В Deutsche Wrestling Allianz Химере дали два шанса выиграть два титула — DWA Cruiserweight Championship и DWA Tag Team Championship. Он также участвовал в турнире Vendetta Pro Triforce и боролся с Джейсоном Уоттсоном и Брайаном Кейджем за вакантный титул Vendetta Pro Triforce Championship и выиграл его, но освободил, когда переходил в компанию World Wrestling Entertainment  . Позже Химера участвовал в Королевской Битве на 159 человек в рамках шоу World War III. Также в этот период он боролся в таких шоу как: So Cal Pro, EMLL, CWX, NWPW, NWT/NTLL, BPW, the West Coast Wrestling Company, Vendetta Pro и в IWL и LLII в образе Джесса Лонга.

### World Wrestling Entertainment / WWE

#### Florida Championship Wrestling (2010—2011)
Родригес будет работать под именем Химера и в FCW, где он дебютировал 2 декабря 2010 года в матче 5х5, с Хаски Харрисом, Баком Диксом, Мэттом Клементсом и Кенни Ли против Биг И Лэнгстона, Даррена Янга, Джеймса Бронсона, Кевина Хакмана и Романа Лики; победили Химера и его команда. 17 декабря 2010 Химера проиграл Ричи Стимботу. С 2011 года он выступал в FCW в образе Рикардо Родригеса. 28 августа 2011 года Родригес заявил, что Альберто дель Рио был сотрудником агентства его отца. Позже Родригесом была сформирована группа «Вознесение» (Конор Круз О'Брайен, Тито Колон, Кеннет Кэмерон и Ракель Диас), но 26 сентября вышел видео-пакет с членами группы уже без Родригеса, когда группа играла вместе свой первый матч, Родригес не выступал с ними.

#### Менеджер Альберто дель Рио и Эль Локал (2010—2013)
20 августа 2010 года Родригес дебютировал в WWE на бренде SmackDown под именем Рикардо Родригес как персональный ринг-анонсер Альберто Дель Рио. Кроме исполнения своих обязанностей ринг-анонсера он также помогает Дель Рио во время матчей. 4 января 2011 года во время одного из выпусков шоу WWE NXT, Родригес вместо Дель Рио принял участие в королевской битве Профи, где его выбил R-Truth.
На NXT у Родригеса были фьюзы с помощником Альберто дель Рио, Конором О’Брайеном. 18 января, на эпизоде NXT, Родригес и О’Брайен устроили словесную перепалку и им назначили матч на WWE. Родригес победил и О’Брайена уволили из WWE. Сейчас Рикардо работает ринг-анонсером Роба Ван Дама.

## Личная жизнь
Родригес свободно говорит на английском и испанском языках.

## Приёмы
- Завершающие приёмы
  - Как Рикардо Родригес
    - Лунное сальто в штопоре (англ. Corkscrew moonsault)[15] — FCW.
    - Running stumble-like splash — WWE, использовал лишь однажды в 2011.

  - Как Химера
    - Ярость Химеры (Corkscrew moonsault)[16]

- Коронные приёмы
  - Corner springboard enzuigiri[17]
  - Double stomp[18]
  - Дропкик[17]
  - Лунное сальто[15]
  - Neckbreaker[17]
  - Snap leg drop[18]
  - Snapmare с последующим low enzuigiri[18]
  - Springboard или diving crossbody[17][19]

- Менеджер рестлеров
  - Альберто дель рио
  - Бродус Клэй
  - Роб Ван Дам

- Музыка в профессиональном рестлинге
  - «Realeza» композиторов Mariachi Real de Mexico и Джима Джонстона (WWE; 20 августа 2010-настоящее время)

## Титулы и награды
- Battleground Pro Wrestling
  - BPW MAX Championship (1 раз)[1]

- CWX
  - CWX Lucha Libre Championship (1 раз)[1]

- Insane Wrestling League
  - IWL Tag Team Championship — c Джейсоном Уоттсом (1 раз)[20]

- New Wave Pro Wrestling
  - NWPW Tag Team Championship — с Джейсоном Уоттсом (1 раз)[21]

- NWT/NTLL
  - NWT/NTLL Light Heavyweight Championship (1 раз)[1]

- Vendetta Pro Wrestling
  - Vendetta Pro Tri-Force Championship (1 раз)[22]
  - Vendetta Pro Tri-Force Championship Tournament

- Wrestling Observer Newsletter
  - Best Non-Wrestler (2011)[23]